# Pădurea Tătăruși (sit SCI)
Pădurea Tătăruși este o arie protejată (arie specială de conservare — SAC, sit de importanță comunitară — SCI) din România, desemnată în scopul protejării biodiversității și menținerii într-o stare de conservare favorabilă a florei spontane și faunei sălbatice, precum și a habitatelor naturale de interes comunitar aflate în arealul zonei protejate. Aceasta se întinde pe o suprafață de 53,2 ha, integral pe uscat.

## Localizare
Situl se întinde pe teritoriul administrativ al comunei Tătăruși din județul Iași. Centrul sitului Pădurea Tătăruși este situat la coordonatele 47°18′47″N 26°37′02″E / 47.313078°N 26.617203°E.

## Înființare
Pădurea Tătăruși (ROSCI0176) a fost declarată sit de importanță comunitară în decembrie 2007 pentru a proteja 10 specii faunistice aflate în arealul zonei. Situl a fost protejat și ca arie specială de conservare în mai 2022. Acesta include rezervația naturală Pădurea Tătăruși.

## Biodiversitate
Situată în ecoregiunea continentală din Podișul Sucevei (subunitate geomorfologică aflată în partea nord-estică a Podișului Moldovei), aria protejată conține un habitat natural: Păduri de tip Asperulo-Fagetum.
La baza desemnării sitului se află un ortopter din specia Isophya stysi aflat pe lista roșie a IUCN, cunoscut sub denumirea populară de cosaș și papucul doamnei (Cypripedium calceolus), specie floristică ocrotită la nivel european prin Directiva Consiliului European 92/43/CE (anexa I-a) din 21 mai 1992 (privind conservarea habitatelor naturale și a speciilor de faună și floră sălbatică).